# ادا اومرزوك (إشمرارن)
ادا اومرزوك هي إحدى مشيخات المملكة المغربية، تتبع جغرافيا لإقليم شيشاوة وإداريًا لإشمرارن. يقدر عدد سكانها بـ 7402 نسمة حسب الإحصاء الرسمي للسكان والسكنى لسنة 2004.